# باربارا سیکساس
باربارا سیکساس (انگلیسی: Bárbara Seixas؛ زادهٔ ۳ اوت ۱۹۸۷) بازیکن والیبال ساحلی اهل برزیل است.